# Giovanni Ceirano
Giovanni Ceirano (ur. 20 lipca 1927 w Lagnasco, zm. 30 stycznia 2006) – włoski duchowny katolicki, dyplomata watykański, nuncjusz.
Święcenia kapłańskie przyjął 1 lipca 1951. Pracował w dyplomacji watykańskiej, m.in. w nuncjaturze w Wiedniu. W grudniu 1989 został mianowany pronuncjuszem w Papui-Nowej Gwinei i Wyspach Salomona, z tytularną stolicą arcybiskupią Tagase; sakrę biskupią otrzymał 6 stycznia 1990 z rąk Jana Pawła II (współkonsekratorami byli arcybiskupi Giovanni Battista Re i Myrosław Marusyn). W sierpniu 1992 arcybiskup Ceirano został przeniesiony na stanowisko nuncjusza w Danii; był jednocześnie nuncjuszem w Finlandii, Islandii, Norwegii i Szwecji. W lutym 1999 przeszedł w stan spoczynku i został zastąpiony przez arcybiskupa Piero Biggio.